# جنتل مانستر
جنتل مانستر (انگلیسی: Gentle Monster) شرکت کالای لوکس کره‌ای است، که در سال ۲۰۱۱ تأسیس شد.